# Équipe de Brunei de football
Maillots
Actualités
L'équipe de Brunei de football est une sélection des meilleurs joueurs brunéiens sous l'égide de la Fédération de Brunei de football. L'équipe est créée en 1959. Elle est affiliée à la FIFA en 1969.

## Palmarès

### Classement FIFA
| Année              | 1993 | 1994 | 1995 | 1996 | 1997 | 1998 | 1999 | 2000 | 2001 | 2002 | 2003 | 2004 | 2005 | 2006 | 2007 | 2008 | 2009 | 2010 | 2011 | 2012 | 2013 | 2014 | 2015 | 2016 | 2017 | 2018 | 2019 | 2020 | 2021 | 2022 | 2023 | 2024 |
| ------------------ | ---- | ---- | ---- | ---- | ---- | ---- | ---- | ---- | ---- | ---- | ---- | ---- | ---- | ---- | ---- | ---- | ---- | ---- | ---- | ---- | ---- | ---- | ---- | ---- | ---- | ---- | ---- | ---- | ---- | ---- | ---- | ---- |
| Classement mondial | 151  | 165  | 167  | 170  | 178  | 183  | 185  | 193  | 189  | 194  | 194  | 199  | 199  | 175  | 188  | 181  | 191  | 197  | 202  | 182  | 190  | 198  | 185  | 190  | 190  | 195  | 191  | 191  | 188  | 190  | 194  | 184  |

### Parcours enCoupe du monde
| Année | Position     |      | Année             | Position |                   | Année | Position |
| 1930  | Non inscrite | 1974 | Non inscrite      | 2010     | Non inscrite      |       |          |
| 1934  | Non inscrite | 1978 | Non inscrite      | 2014     | Non inscrite      |       |          |
| 1938  | Non inscrite | 1982 | Non inscrite      | 2018     | Tour préliminaire |       |          |
| 1950  | Non inscrite | 1986 | Tour préliminaire | 2022     | Tour préliminaire |       |          |
| 1954  | Non inscrite | 1990 | Non inscrite      | 2026     | Tour préliminaire |       |          |
| 1958  | Non inscrite | 1994 | Non inscrite      | 2030     | À venir           |       |          |
| 1962  | Non inscrite | 1998 | Non inscrite      | 2034     | À venir           |       |          |
| 1966  | Non inscrite | 2002 | Tour préliminaire |          |                   |       |          |
| 1970  | Non inscrite | 2006 | Non inscrite      |          |                   |       |          |

### Parcours enCoupe d'Asie
| Année | Position          |      | Année             | Position |                        | Année | Position |
| 1956  | Non inscrite      | 1984 | Non inscrite      | 2011     | Non inscrite           |       |          |
| 1960  | Non inscrite      | 1988 | Non inscrite      | 2015     | Non inscrite           |       |          |
| 1964  | Non inscrite      | 1992 | Non inscrite      | 2019     | Tour préliminaire      |       |          |
| 1968  | Non inscrite      | 1996 | Non inscrite      | 2023     | Tour préliminaire      |       |          |
| 1972  | Tour préliminaire | 2000 | Tour préliminaire | 2027     | Éliminatoires en cours |       |          |
| 1976  | Tour préliminaire | 2004 | Tour préliminaire |          |                        |       |          |
| 1980  | Non inscrite      | 2007 | Non inscrite      |          |                        |       |          |

## Joueurs

### Sélection actuelle
Mis à jour le 16 juin 2024
| N°         | Nom                  | Date de naissance      | Sélections (buts) | Club    |
| ---------- | -------------------- | ---------------------- | ----------------- | ------- |
| Gardiens   |                      |                        |                   |         |
| 12         | Haimie Anak Nyaring  | 31 mai 1998            | 12 (0)            | DPMM    |
| 22         | Ishyra Jabidi        | 9 juillet 1998         | 1 (0)             | DPMM    |
| 1          | Jefri Ishak          | 21 mai 2002            | 0 (0)             | DPMM II |
| Défenseurs |                      |                        |                   |         |
| 19         | Wafi Aminuddin       | 20 septembre 2000      | 7 (1)             | DPMM    |
| 3          | Hanif Azman          | 2 novembre 2000        | 1 (0)             | DPMM    |
| 4          | Hanif Hamir          | 22 février 1997        | 11 (0)            | DPMM    |
| 17         | Fakharazzi Hassan    | 15 juillet 1989        | 17 (2)            | DPMM    |
| 13         | Abdul MU'IZ          | 20 avril 1991          | 8 (0)             | DPMM    |
| 8          | Nazry Aiman          | 1er juillet 2004       | 0 (0)             | DPMM    |
| 14         | Najib Tarif          | 5 février 1988         | 21 (1)            | DPMM    |
|            | Hirzi Zulfaqar       | 13 août 2000           | 1 (0)             | DPMM    |
|            | Yura Indera Putera   | 25 mars 1996           | 13 (0)            | DPMM    |
|            | Khairil Suhaimi      | 16 avril 1993          | 23 (0)            | Kasuka  |
| Milieux    |                      |                        |                   |         |
| 11         | Azwan Ali Rahman     | 11 janvier 1992        | 16 (4)            | DPMM    |
| 6          | Shafie Effendy       | 4 août 1995            | 9 (1)             | MS ABDB |
| 23         | Asyraffahmi Norsamri | 4 mai 2000             | 6 (0)             | Kasuka  |
| 7          | Alinur Rashimy       | 12 juin 2000           | 12 (0)            | Kasuka  |
| 18         | Hendra Azam          | 15 avril 1993 (31 ans) | 65 (1)            | DPMM    |
| Attaquants |                      |                        |                   |         |
| 10         | Azizi Ali Rahman     | 17 janvier 1987        | 12 (2)            | DPMM    |
| 15         | Nazirrudin Ismail    | 27 décembre 1998       | 7 (0)             | DPMM    |
| 16         | Hakeme Yazid         | 8 février 2003         | 8 (0)             | DPMM    |
|            | Hariz Danial         | 1er novembre 1996      | 15 (0)            | DPMM    |
|            | Adi Said             | 15 octobre 1990        | 29 (7)            | Kasuka  |

## Sélectionneurs
- David Booth (1996–1999)
- Mick Jones (2000)
- Zainuddin Kassim (2001)
- Mohd Ali Mustafa (2006)
- Kwon Oh-son (2008)
- Vjeran Simunić (2008–2009)
- Mohd Ali Mustafa (2009)
- Kwon Oh-son (2012)
- Vjeran Simunić (2013)
- Steve Kean (2014)
- Mike Wong (jan. 2015-jan. 2019)
- Paul Smalley (jan. 2019-juin 2020)
- K Rajagobal (déc. 2020-2022)
- Rosanan Samak (2022)
- Mario Rivera (2022-2024)
- Vinícius Eutrópio (2024-2025)[2]
- Fábio Magrão (2025-)